# Superior (película)
Superior es una película dramática estadounidense de 2021 dirigida por Erin Vassilopoulos en su debut como directora de largometraje, basada en su cortometraje de 2015 del mismo nombre. La película fue coescrita por Erin Vassilopoulos y Alessandra Mesa. La película está protagonizada por Alessandra Mesa y Ani Mesa (repitiendo sus papeles del corto), Pico Alexander y Jake Hoffman.
La película tuvo su estreno mundial en el Festival de Cine de Sundance 2021 el 30 de enero de 2021 y recibió un estreno en cines en los Estados Unidos el 25 de marzo de 2022 por Factory 25.

## Sinopsis
Huyendo, Marian regresa a su ciudad natal para esconderse con su hermana gemela idéntica, Vivian, y al hacerlo altera la trayectoria de las vidas de ambos.

## Reparto
El reparto incluye:
- Alessandra Mesa como Marian
- Anamari Mesa como Vivian
- Pico Alexander como Robert
- Jake Hoffman como Michael
- Stanley Simons como Miles
- Christopher Dylan White como Decano
- Cara Ronzetti como Sasha
- Marcus Thompson Jr. como gorila del club

## Lanzamiento
La película se estrenó en el Festival de Cine de Sundance 2021 el 30 de enero de 2021. Visit Films luego adquirió los derechos de venta internacionales de la película, mientras que Creative Artists Agency adquirió sus derechos de venta en Estados Unidos. Factory 25 luego adquirió los derechos de distribución de la película y la estrenó el 25 de marzo de 2022 en BAM Cinemas en Nueva York, seguida de una expansión a nivel nacional.

## Recepción
On the review aggregator website Rotten Tomatoes, 66% of 29 critics' reviews are positive, with an average rating of 5.90/10. The website's consensus reads, "Narratively thin but visually stylish, Superior puts a noirish spin on its examination of fraught sibling dynamics."[7] Metacritic, which uses a weighted average, assigned the film a score of 59 out of 100, based on 7 critics, indicating "mixed or average reviews".
Jessica Klang de Variety escribió: "Todo podría volverse demasiado pastiche, excepto que Vassilopoulos tiene una confianza silenciosa en la artificialidad de su enfoque y se inclina hacia él, con un ingenio mordaz y un estilo desafiante que nos dan amplias razones para tomar la gemela". salga a dar otra vuelta sinuosa alrededor de la cuadra. Se trata de líneas borrosas, identidades colapsadas y subjetividades fusionadas, pero el pequeño y astuto "Superior" sabe quién es".
Nick Allen de RogerEbert.com escribió: "Es el tipo de película en la que solo puedes imaginar los tableros de visión, los álbumes de recortes y la planificación que se llevó a cabo en la preproducción. Junto con la rica paleta de colores de la película, querrás amar "Superior" basado en ese compromiso visual. Pero mientras esa intención te absorbe, la historia te deja tambaleándose".